# 于泰里

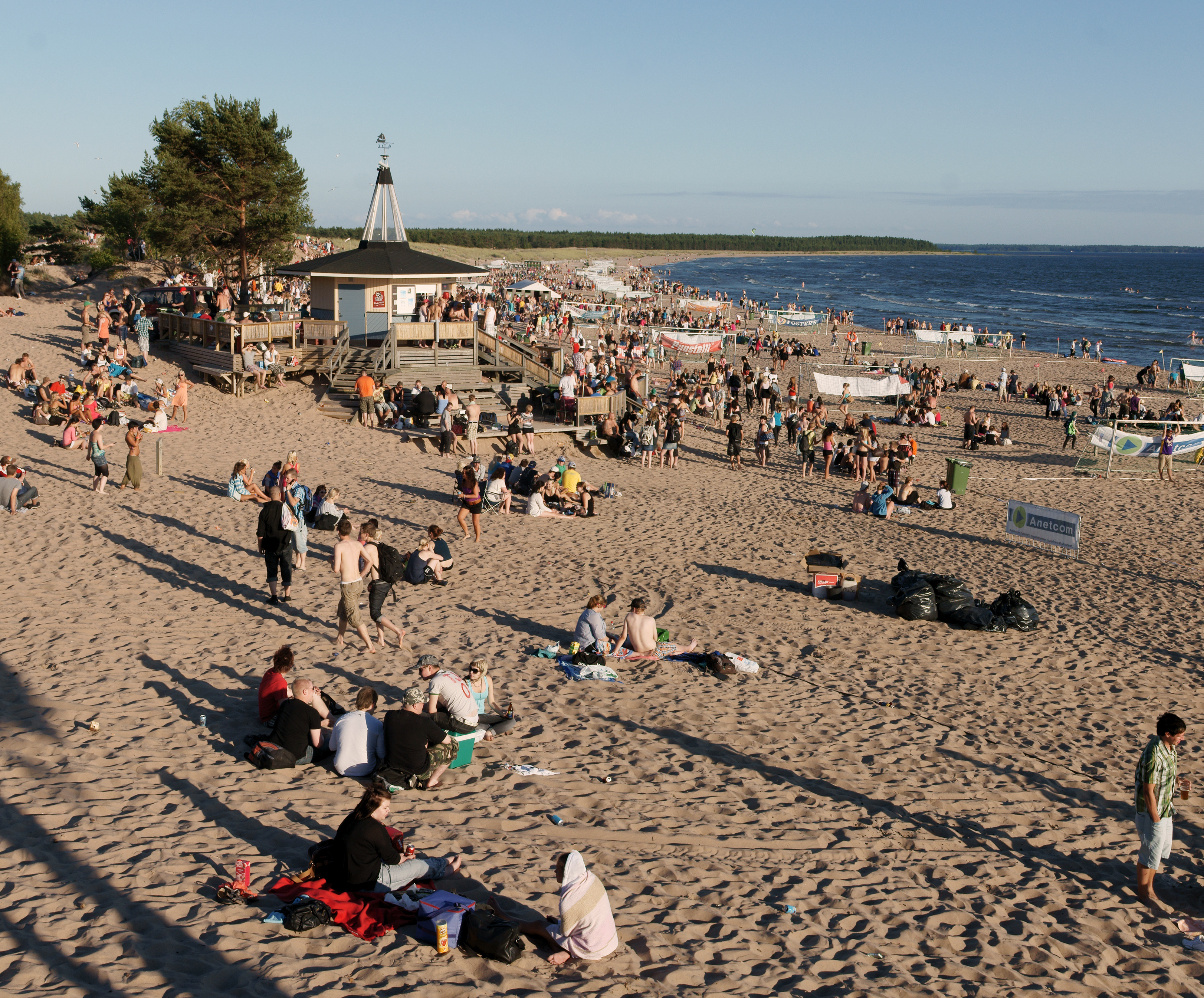
于泰里沙滩

于泰里（芬蘭語：Yyteri）是芬兰波里市的一个小区及海滩。位于市中心17公里处波罗的海岸边。于泰里并不是一个都市区域，更像一个度假村。

## 于泰里沙滩
于泰里以其沙滩而著称，沙滩共有6公里长，在本地及来自芬兰各地的居民中都倍受欢迎。该沙滩是芬兰乃至整个北欧地区最长的沙滩之一。那里的沙丘也很特别。因为其面积之大，该沙丘在欧洲也是独一无二的。
在沙滩的中部有一个男女混合的天体沙滩，为整个芬兰两个天体沙滩之一（另一个位于赫尔辛基的花楸岛上）。1965年滚石乐队在于泰里演唱了他们在芬兰的首次音乐会。

## 其他
除了沙滩之外，在于泰里也还有水疗院、旅馆和餐馆。附近也有个18洞的高尔夫球场，以及为其它户外活动包括冲浪、沙滩排球、骑马的场所和30公里长的徒步小径。
每天有从市中心往返于泰里的公共汽车。